# Dinjiška
Dinjiška är en ort i Kroatien.   Den ligger i länet Zadars län, i den södra delen av landet, 170 km söder om huvudstaden Zagreb. Dinjiška ligger 41 meter över havet och antalet invånare är 144.
Terrängen runt Dinjiška är varierad. Havet är nära Dinjiška åt nordost.  Närmaste större samhälle är Vir, 10,4 km sydväst om Dinjiška. 